# Unix-skal
En såkaldt unix-skal eller skal (engelsk: shell) er kommando-fortolkeren i UNIX. Skallen henfører til, at den "ligger om" kernen.
Skallen er et program, som er en integreret del af ethvert UNIX- eller UNIX-lignende styresystem. Det findes flere varianter af dette program. Den oprindelige skal blev udviklet af Stephen R. Bourne (sh/bsh), og er fortsat det som leveres med mange UNIX-systemer, dog i langt de fleste tilfælde i variationen bash. Der findes mange forskellige shell-varianter, deriblandt:
- Bourne-Again-Shell (bash)
- C-Shell (csh)
- TENEX-C-Shell (tcsh)
- KornShell (ksh), Public Domain Korn Shell (pdksh)
- Z-shell (zsh)
- Almquist Shell (ash)
- Scheme Shell (scsh)